# Lázaro Rivas
Pour les articles homonymes, voir Rivas.
Lázaro Rivas (né le 4 avril 1975 à La Havane et mort le 23 décembre 2013 à San José de las Lajas) est un lutteur cubain spécialiste de la lutte gréco-romaine. Lors des Jeux olympiques d'été de 2000, il remporte la médaille d'argent.

## Palmarès

### Jeux olympiques
- Jeux olympiques de 2000 à Sydney
  -  Médaille d'argent en moins de 54 kg

### Championnats du monde
- Championnats du monde de lutte 1999 à Athènes
  -  Médaille d'or en moins de 54 kg
- Championnats du monde de lutte 2001 à Patras
  -  Médaille de bronze en moins de 54 kg
- Championnats du monde de lutte 2003 à Créteil
  -  Médaille de bronze en moins de 55 kg

### Jeux panaméricains
- Jeux panaméricains de 1999 à Winnipeg
  -  Médaille d'or en moins de 54 kg
- Jeux panaméricains de 2003 à Saint-Domingue
  -  Médaille d'or en moins de 54 kg